# Baltasar Brum
Baltasar Brum Rodríguez GCTE (18 de junho de 1883 - 31 de março de 1933) advogado e político, foi presidente do Uruguai de 1919 a 1923.
A 16 de Novembro de 1922 foi agraciado com a Grã-Cruz da Ordem Militar da Torre e Espada, do Valor, Lealdade e Mérito de Portugal.

## Plano de fundo
Suas convicções políticas seguiram de perto as do presidente liberal José Batlle y Ordóñez, sob o qual Brum foi Ministro da Educação entre 1913 e 1915. Ele foi Ministro do Interior de 1915 a 1916.

### Ministro das Relações Exteriores do Uruguai
Brum posteriormente serviu como Ministro das Relações Exteriores sob a Presidência de Feliciano Viera; neste último cargo, Brum era conhecido por promover boas relações com os Estados Unidos, que haviam entrado na Primeira Guerra Mundial contra a Alemanha em 1917.
O período de Brum como ministro das Relações Exteriores provou ser um tanto controverso. No outono de 1917, navios de guerra americanos zarparam para a capital argentina, Buenos Aires, e uma delegação ameaçou o presidente do país, Hipólito Yrigoyen, em relação à neutralidade do país, que os Estados Unidos insistiam que deveria ser mais claramente enfocada como pró-estadunidense. Yrigoyen recusou-se a se deixar abater por tais ameaças de uma delegação militar, com o que os navios estadunidenses partiram para Montevidéu, onde foram calorosamente recebidos por Brum, em contraste com a acolhida cautelosa que a delegação havia recebido em Buenos Aires. Brum depois viajou para os Estados Unidos e foi recebido pelo Secretário de Estado.

## Presidente do Uruguai
Brum, portanto, assumiu o cargo de presidencial em 1919 como alguém com a reputação de facilitador pró-americano dos interesses dos Estados Unidos.
Durante a presidência de Brum, ele foi conhecido por buscar a estabilidade econômica, mas na frente política enfrentou oposição significativa tanto de seu próprio Partido Colorado, quanto de Luis Alberto de Herrera, do Partido Blanco, ou Nacional.

## Interesses históricos e literários
Além do estritamente político, Baltasar Brum se destacou por seus interesses na história e no folclore uruguaio. Durante a sua gestão presidencial, tomou medidas no sentido de preservar e proteger o histórico Forte de Santa Teresa, no concelho de Rocha, e após deixar o cargo Brum colaborou na preparação de literatura relacionada. 

## Governo do presidente Gabriel Terra por decreto e suicídio de Brum
Em 31 de março de 1933, na posse do governo do presidente Gabriel Terra por decreto, Brum tentou liderar a resistência ao governo de Terra. Depois de ter percebido cada vez mais durante o curso daquele dia que o governo autoritário da Terra contava com o apoio pelo menos tácito de muitos uruguaios, Brum correu para o meio de uma estrada em Montevidéu e gritou "viva la libertad! Viva Batlle!" (Viva a liberdade! Viva Batlle! Em referência a José Batlle y Ordóñez) e suicidou-se à bala. Ele tinha 49 anos na época de sua morte.
Para alguns observadores, Brum representou uma veia romântica abnegada na política uruguaia em uma época em que muitos uruguaios estavam tacitamente preparados para aceitar mudanças extrajudiciais introduzidas pelo Terra. Para outros, o suicídio espetacular de Brum sugeria a presença de elementos de instabilidade mental, o que, no entanto, não foi provado clinicamente.

## Família e herança
Seu irmão Alfeo Brum serviu posteriormente como vice-presidente do Uruguai.